# Vatairea
Vatairea é um género botânico pertencente à família Fabaceae.